# Saky
Die Kurstadt Saky (ukrainisch und russisch Саки, krimtatarisch Saq) hat rund 26.000 Einwohner und liegt rund 70 km nördlich von Sewastopol in der Autonomen Republik Krim.

## Geschichte

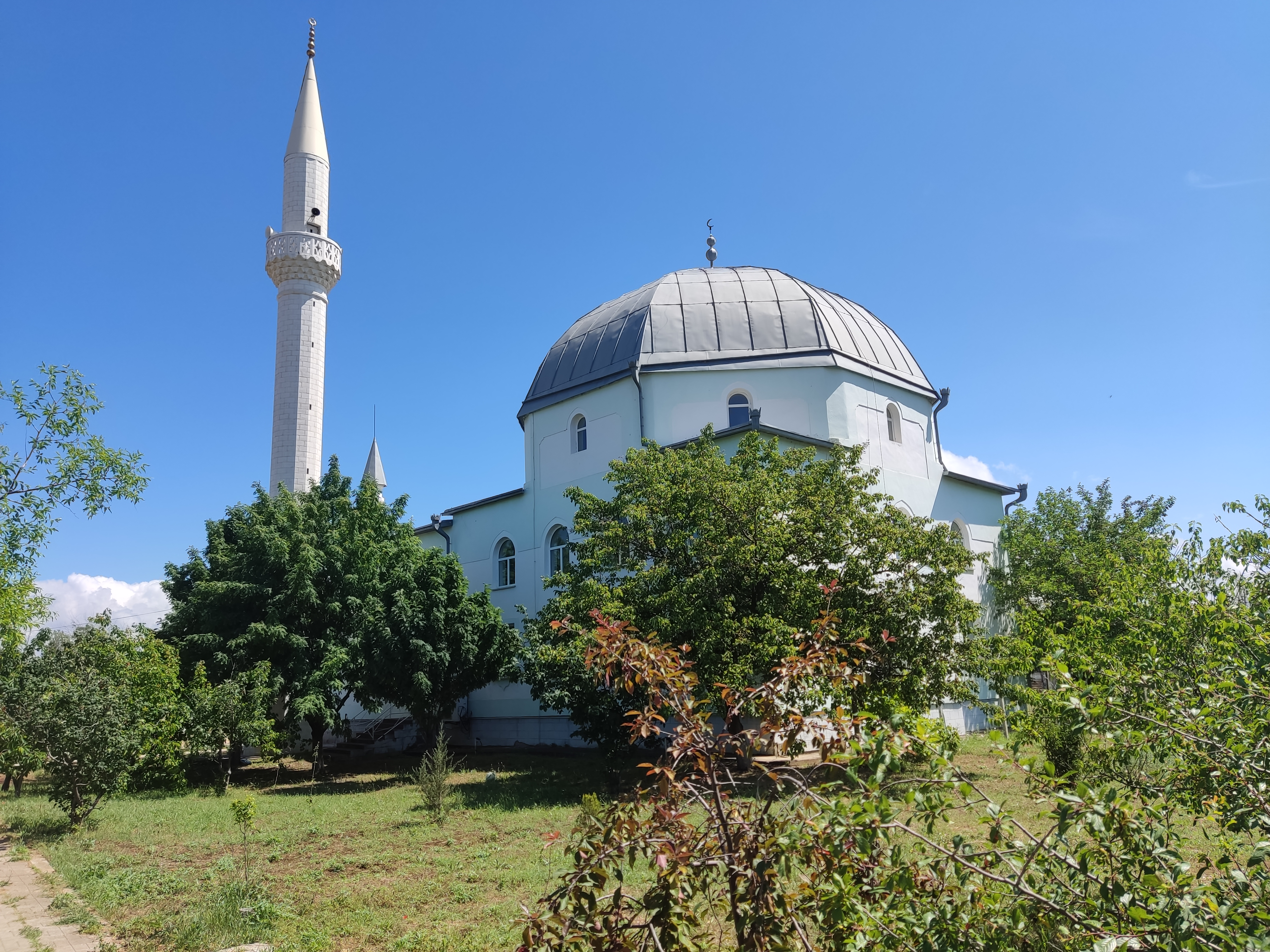
Jani-Moschee in Saky, 2022

Nach der Eroberung der Krim durch Katharina II. gehörte Saky im Russischen Kaiserreich zum Gouvernement Taurien, das bis Oktober 1921 bestand und seit 1991 in etwa dem Gebiet der Süd- und Ostukraine entspricht.
Während des Krimkrieges (1853 bis 1856) landete am 14. September 1854 in der Nähe von Saky ein britisch-französisches Expeditionskorps an den Gestaden der Kalamita-Bucht und zog Richtung Sewastopol. Die Landungsoperation dauerte 5 Tage, während der man fehlende Ausrüstung (Transportwagen, Verpflegung) von den umgebenden Gehöften requirierte.
Nach der Oktoberrevolution war Saky Teil der ASSR der Krim innerhalb der Russischen SFSR. Durch Beschluss des Obersten Sowjets der UdSSR aus Anlass des 300. Jahrestags des Vertrags von Perejaslaw wurde Saky zusammen mit der Oblast Krim am 26. April 1954 (wieder) an die Ukrainische Sozialistische Sowjetrepublik angeschlossen und ist seit 1991 Teil der unabhängigen Ukraine.
Im März 2014 annektierte Russland die Halbinsel Krim. Seitdem gehört Saky de facto zum Föderationskreis Südrussland der Russischen Föderation. De jure nach Angaben der administrativ-territorialen Teilung der Ukraine ist Saky Teil der Autonomen Republik Krim, die zu den durch Russland besetzten Gebieten der Ukraine gehört.
Während des Russisch-Ukrainischen Krieges kam es im August 2022 auf dem Militärflugplatz Saky zu schweren Explosionen, die eine unbekannte Anzahl von Flugzeugen beschädigten oder zerstörten.

## Wirtschaft
Seit über 200 Jahren ist Saky ein für seinen Heilschlamm berühmtes Touristenziel. Auch einige bedeutende Mineralwasserproduzenten haben hier ihren Sitz.
1915 wurde ein Bahnhof an Zweigstrecke der Eisenbahnstrecke von Dschankoj nach Sewastopol eröffnet.

## Bevölkerung
Zusammensetzung der Bevölkerung laut der Volkszählung von 2001:
| Gruppen     | Anzahl | Prozent |
| ----------- | ------ | ------- |
| Russen      | 18.573 | 65,1    |
| Ukrainer    | 06.938 | 24,3    |
| Krimtataren | 01.646 | 05,8    |
| Weißrussen  | 0527   | 01,8    |
| Armenier    | 0130   | 00,5    |
| Tataren     | 0118   | 00,4    |
| Juden       | 068    | 00,2    |
| Roma        | 067    | 00,2    |
| Polen       | 051    | 00,2    |
| Deutsche    | 049    | 00,2    |

## Söhne und Töchter der Stadt
- Wassyl Jerschow (1949–2000), sowjetischer Speerwerfer
- Mykola Matwijenko (* 1996), Fußballspieler